# Halla-san

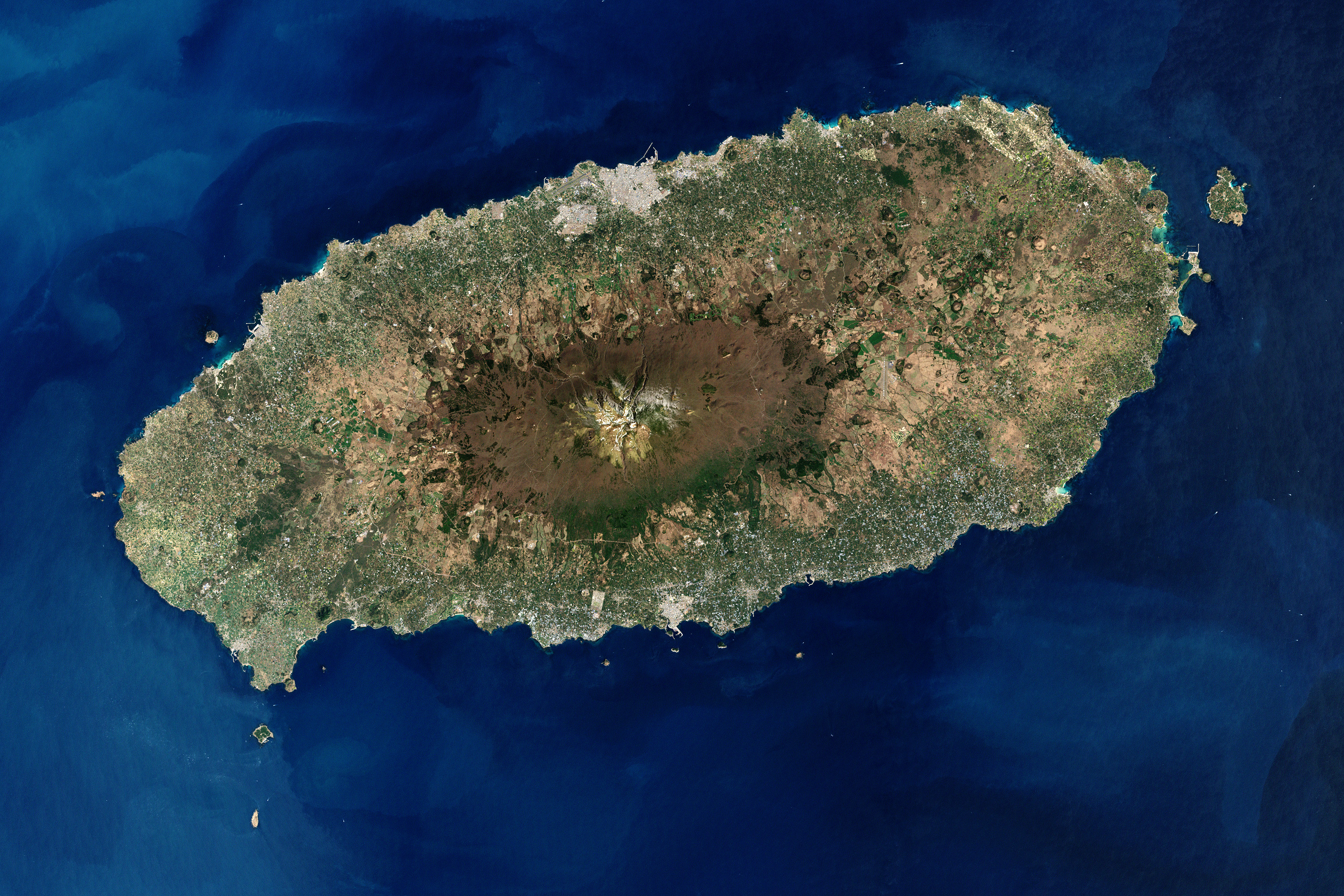
Obraz satelitarny wyspy Czedżu i masywu Halla-san

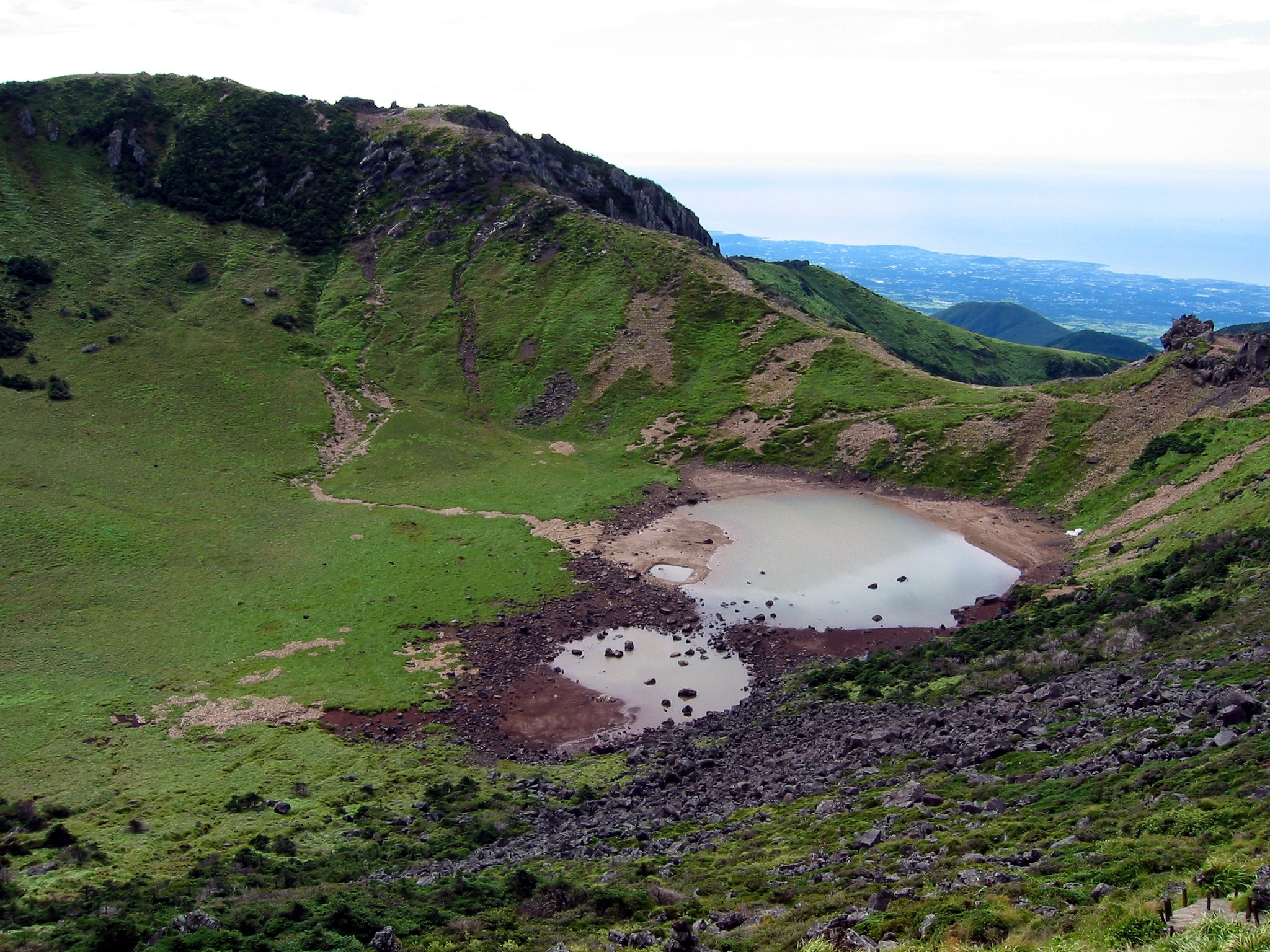
Jezioro w kraterze Halla-san

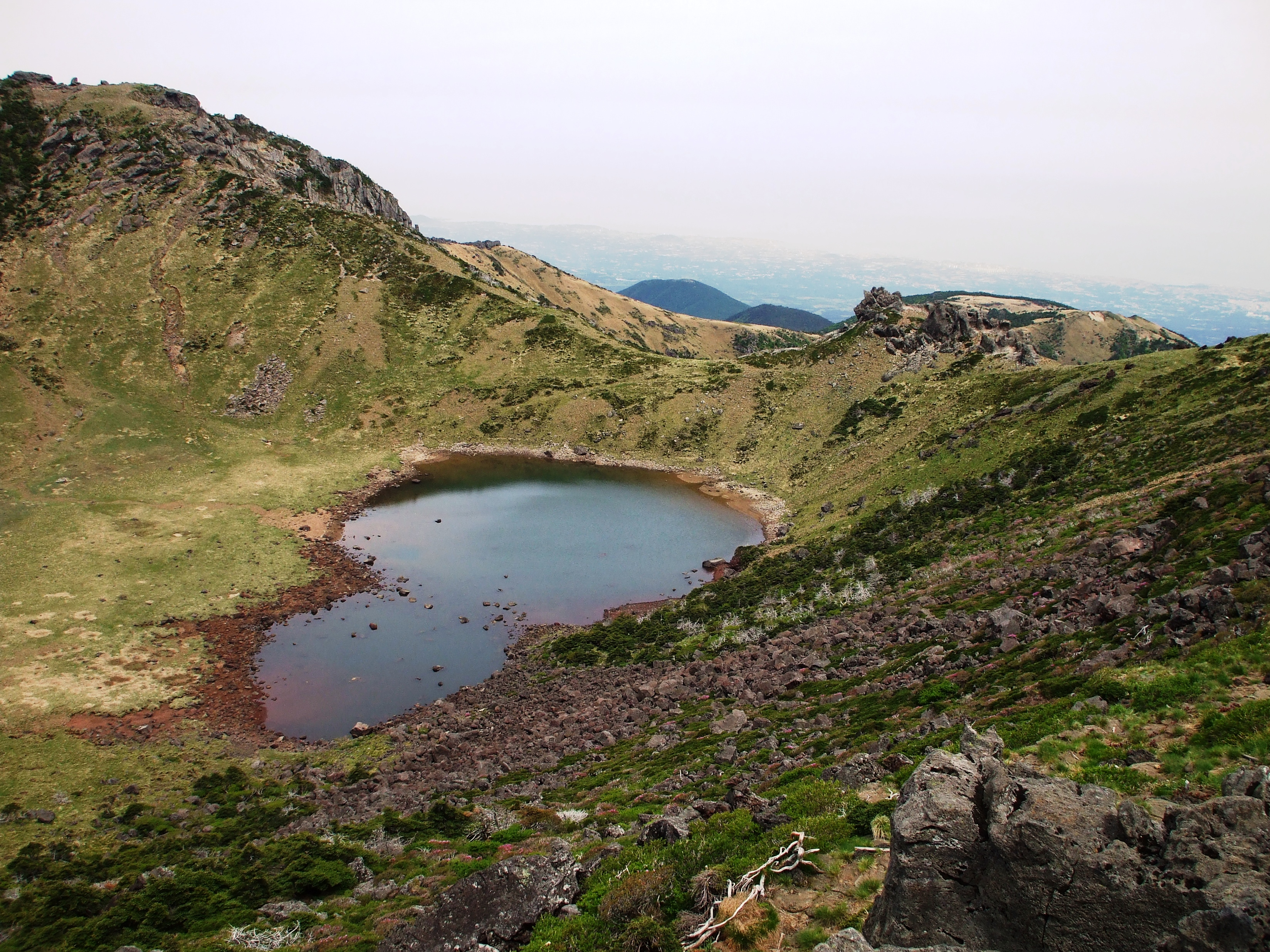
Jezioro w kraterze Halla-san

Halla-san lub Halla (kor. 한라산) – wulkan tarczowy w Korei Południowej. Leży na terenie Parku Narodowego Halla-san (한라산국립공원/漢拏山國立公園), który od 2007 r. znajduje się na liście światowego dziedzictwa UNESCO. Jest najwyższym szczytem wyspy oraz całej Korei Południowej. Ostatnia erupcja miała miejsce w 1007 r.
Masyw Halla-sanu zajmuje całą powierzchnię wyspy.
Powstał w wyniku licznych erupcji w czasie pliocenu i plejstocenu. Zbudowany jest głównie z trachitu i bazaltu. Wierzchołek zakończony jest kraterem o średnicy ok. 400 m, w którym mieści się jezioro. Na zboczach masywu znajduje się ok. 360  stożków pasożytniczych, głównie zbudowanych z materiałów piroklastycznych, ale również kopuł wulkanicznych.
Na zboczach wulkanu znajduje się najstarsza buddyjska świątynia na wyspie zbudowana na początku XX w.